# Atesta brittoni
Atesta brittoni är en skalbaggsart som beskrevs av Wang 1993. Atesta brittoni ingår i släktet Atesta och familjen långhorningar. Inga underarter finns listade.